# نوابگنج
نوابگنج (به لاتین: Nawabganj) یک منطقهٔ مسکونی در بنگلادش است که در ناحیه داکا واقع شده‌است. نوابگنج ۲۴۴٫۸۱ کیلومتر مربع مساحت و ۲۶۹٬۱۸۹ نفر جمعیت دارد.